# NGC 5325
NGC 5325 је спирална галаксија у сазвежђу Ловачки пси која се налази на NGC листи објеката дубоког неба.
Деклинација објекта је + 38° 16' 29" а ректасцензија 13h 50m 54,0s. Привидна величина (магнитуда) објекта NGC 5325 износи 15,3 а фотографска магнитуда 16,0. NGC 5325 је још познат и под ознакама NGC 5325A, MCG 7-28-80, CGCG 218-62, VV 607, KUG 1348+385, CGCG 219-7, PGC 49163.